# Cot Geulumpang (Pidie)
Cot Geulumpang is een bestuurslaag in het regentschap Pidie van de provincie Atjeh, Indonesië. Cot Geulumpang telt 433 inwoners (volkstelling 2010).